# KBO 퓨처스 올스타전
KBO 퓨처스 올스타전(KBO Future's All-Star Game)은 KBO 퓨처스리그 선수들의 동기부여와 자긍심을 위해 2007년부터 개최하고 있는 대회이다. 춘천 의암야구장에서 열렸던 2007년을 첫 회로 시작하고 있다. 본 명칭은 한국야구퓨처스올스타전이었으나 한국야구위원회의 브랜드 아이덴디티 통합 작업에 따라 2015시즌부터 KBO 퓨처스 올스타전이라는 새로운 명칭을 사용하게 되었다.

## 팀 구성
미국 마이너리그 올스타전의 경우 30개의 메이저 리그 팀에 속한 산하 팀, 그 중에서 더블 A와 트리플 A의 팀의 유망주를 선출해, 미국 대표 25인과, 외국계 선수로 구성된 월드 대표 25인이 팀을 이루어 겨룬다. 선출은 미국 야구 격주간지인 '베이스볼 아메리카(BA)'에서 맡는다.
대한민국에서는 2군 상태 및 군 팀에 있는 입단 5년차 이하(신고선수 포함)의 선수들로 리그별 20명(팀당 4명)을 선출한다. 리그 방식은 2군 리그와도 동일하다.
북부리그 - SSG 랜더스, LG 트윈스, 두산 베어스, 고양 히어로즈,  kt 위즈
남부리그 - KIA 타이거즈, 삼성 라이온즈, 롯데 자이언츠, 상무, 한화 이글스, 창원 다이노스

## 퓨처스 올스타전 MVP
| 시즌   | MVP                      | 소속팀                   | 소속리그                 |
| ------ | ------------------------ | ------------------------ | ------------------------ |
| 2007년 | 채태인                   | 삼성 라이온즈            | 남부리그                 |
| 2008년 | 전준우                   | 롯데 자이언츠            | 남부리그                 |
| 2009년 | 이명환                   | KIA 타이거즈             | 남부리그                 |
| 2010년 | 김종호                   | 삼성 라이온즈            | 남부리그                 |
| 2011년 | 김남석                   | 경찰 야구단              | 북부리그                 |
| 2012년 | 우천 취소                | 우천 취소                | 우천 취소                |
| 2013년 | 정진호                   | 상무                     | 남부리그                 |
| 2014년 | 우천 취소                | 우천 취소                | 우천 취소                |
| 2015년 | 하주석                   | 상무                     | 드림 올스타              |
| 2016년 | 신성현                   | 한화 이글스              | 남부리그                 |
| 2017년 | 최민재                   | SK 와이번스              | 남부리그                 |
| 2018년 | 이호연                   | 롯데 자이언츠            | 남부리그                 |
| 2019년 | 우천 취소                | 우천 취소                | 우천 취소                |
| 2020년 | 코로나19 범유행으로 취소 | 코로나19 범유행으로 취소 | 코로나19 범유행으로 취소 |
| 2021년 | 코로나19 범유행으로 취소 | 코로나19 범유행으로 취소 | 코로나19 범유행으로 취소 |
| 2022년 | 나승엽                   | 상무                     | 남부리그                 |
| 2023년 | 김범석                   | LG 트윈스                | 북부리그                 |
| 2024년 | 조세진                   | 상무                     | 남부리그                 |

## 제1회 한국프로야구 퓨처스 올스타전
2007년 7월 18일 춘천 의암야구장에서 처음 열렸다. 
당시 이벤트 경기로 올드스타 팀과 조마조마 팀이 겨루었다. 이 경기에서는 올드스타 팀이 8:2로 승리했다.
홈런 레이스에서는 채태인(삼성 라이온즈)과 조평호(현대 유니콘스)가 결승에서 겨루어 조평호가 우승을 거머쥐었다.
경기는 3:3 무승부로 종료되었다.
최우수 선수로는 채태인이 뽑혔고, (3타수 3안타 1홈런 1타점) 이현승(현대 유니콘스)은 우수 투수상을 수상했다.(2⅓이닝 1피안타 무실점) 박윤(SK 와이번스)은 우수 타자상을 거머쥐었다.(3타수 2안타 1타점) 그 중 채태인과 이현승은 이후 1군 무대에 이름을 올리고 나서 주전이 되었다. 조평호는 2012년 11월 22일 2차 드래프트 전체 1순위로 NC 다이노스의 창단 멤버가 된다.

## 제2회 한국프로야구 퓨처스 올스타전
2008년 8월 17일 제2회도 의암야구장에서 열렸다.
홈런 레이스에서는 모상기(삼성 라이온즈)와 조평호(서울 히어로즈)가 결승에서 겨루어 모상기가 우승을 거머쥐었다.
경기는 2회 말 남부의 대거 득점(10점)에 힘입어 12:2로 남부리그의 승리로 종료되었다.
최우수선수로는 전준우(롯데 자이언츠)가 뽑혔고,(4타수 4안타 4타점) 신용운(경찰청)은 우수투수상을 거머쥐었고, (2이닝 1피안타 2삼진 무실점) 김준호(LG 트윈스)는 우수 타자상을 거머쥐었다. (4타수 3안타 1홈런 1타점)
승리투수는 이상화(롯데 자이언츠), 패전투수는 김강률(두산 베어스)이다.
이후 전준우는 2010년부터 본격적으로 1군 커리어를 시작하였고, 2013년 올스타전 MVP에 선정되어 1군과 2군 올스타전 MVP를 모두 석권한 선수가 되었다.

## 제3회 한국프로야구 퓨처스 올스타전
2009년 7월 18일 제3회도 의암야구장에서 열렸다. 
최우수 선수로는 이명환(KIA 타이거즈)이 뽑혔다.

## 제4회 한국프로야구 퓨처스 올스타전
2010년 7월 19일 제4회는 제주오라종합경기장 야구장에서 열렸다. 
최우수 선수로는 상무에서 갓 제대하고 복귀한 외야수 김종호(삼성 라이온즈)가 뽑혔다.
이후 김종호는 NC 다이노스의 전력보강 선수로 이적하여, 붙박이 리드오프가 된다.

## 제5회 한국프로야구 퓨처스 올스타전
2011년 7월 16일 제5회는 군산월명종합운동장 야구장에서 열렸다.
최우수선수로는 김남석(LG 트윈스)이 뽑혔다.

## 제6회 한국프로야구 퓨처스 올스타전
2012년 7월 14일 제6회는 마산종합운동장 야구장에서 개최될 예정이었지만, 14일 경기 개시 1시간여 전부터 굵어진 빗줄기로 인해 결국 취소됐다. 이 경기는 다음날인 15일 오후 2시부터 재개될 예정이었지만, 이날도 오전부터 내린 비로 인해 경기 진행은 쉽지 않아 보였다. 결국 오전 11시 경 취소 결정이 내려졌다. 따라서 제6회 KBO 퓨처스리그 올스타전은 열리지 않게 됐다.

## 제7회 한국프로야구 퓨처스 올스타전
2013년 7월 18일 제7회는 포항야구장에서 열렸다. 사상 처음으로 1군 올스타전과 연일제로 진행된다.
남부리그가 4:3으로 승리했으며, 최우수선수로는 정진호 (상무)이 뽑혔다.

## 제8회 한국프로야구 퓨처스 올스타전
2014년 7월 17일 제8회는 광주기아챔피언스필드에서 열렸다. 지난시즌에 이어서 1군 올스타전과 연일제로 진행된다. 당초 7월 17일 거행예정이였지만 우천으로 인해 7월 18일 낮 12시에 거행되었으나 북부리그가 4:1로 앞서던 2회말 남부리그 공격 종료후 우천 중단되었고 결국 노게임이 선언되어 2012년에 이어 두번째로 우천 취소되었다.

## 제9회 KBO 퓨처스 올스타전
2015년 7월 17일  제9회는 수원케이티위즈파크에서 열렸다. 팀구성은 퓨처스 나눔(SK 와이번스, LG 트윈스, 두산 베어스, 화성 히어로즈, 경찰청,  kt 위즈)와 퓨처스 드림(KIA 타이거즈, 삼성 라이온즈, 롯데 자이언츠, 상무, 한화 이글스, 고양 다이노스)로 변경되었다. 6:3으로 드림 올스타가 승리했다. MVP로는 상무의 하주석 선수가 수상했다.

## 제10회 KBO 퓨처스 올스타전
2016년 7월 15일 제10회는 고척스카이돔에서 열렸다. 팀구성은 북부리그(경찰, 고양, 두산, 화성, SK, LG)와 남부리그(상무, 롯데, kt, 삼성, KIA, 한화)로 구성되었으며, 남부리그 팀이 11-4로 승리하였다. MVP는 한화 이글스 신성현 선수가 차지하였다.

## 제11회 KBO 퓨처스 올스타전
2017년 7월 14일 제11회는 대구삼성라이온즈파크에서 열렸다. 팀구성은 북부리그(경찰, 고양, 두산, 화성, SK, LG)와 남부리그(상무, 롯데, kt, 삼성, KIA, 한화)로 구성되었으며, 비로 인해 6회에 강우콜드(3 - 3)가 선언되었다. MVP는 SK 와이번스 최민재 선수가 차지하였다.

## 제12회 KBO 퓨처스 올스타전
2018년 7월 13일 제12회는 울산문수야구장에서 열렸다. 팀구성은 북부리그(경찰, 고양, 두산, 화성, SK, LG)와 남부리그(상무, 롯데, kt, 삼성, KIA, 한화)로 구성되었으며, 남부리그 팀이 6-2로 승리하였다. MVP는 롯데 자이언츠 이호연 선수가 차지하였다.

## 제13회 KBO 퓨처스 올스타전
2019년 7월 19일 제13회는 창원NC파크에서 열렸다. 팀구성은 북부리그(경찰, 고양, 두산, SK, LG, kt)와 남부리그(상무, 롯데, NC, 삼성, KIA, 한화)로 구성되었으며, 태풍 다니스의 영향으로 인해 오전 10시4분을 기점으로 퓨처스 올스타전 취소를 결정했다.

## 제14회  KBO 퓨처스 올스타전
코로나19 범유행으로 취소되었다.

## 제15회  KBO 퓨처스 올스타전
코로나19 범유행으로 취소되었다.

## 제16회  KBO 퓨처스 올스타전
2022년 7월 15일 서울종합운동장 야구장에서 4년만에 개최되었다.

## 제17회 KBO 퓨처스 올스타전
2023년 7월 15일 사직 야구장에서 개최되었다.

## 제18회 KBO 퓨처스 올스타전
2024년 7월 6일 인천SSG랜더스필드에서 개최되었다.

## 같이 보기
- KBO 퓨처스리그